# Таріфа – Кордова
Таріфа – Кордова – газопровід в Іспанії.
Трубопровід ввели в дію у 1996 році для прийому алжирського природного газу з газопроводу Магриб — Європа. Він починається у місці виходу останнього на узбережжя та на початковій ділянці дещо відхиляється на захід, обходячи західне завершення гір Кордильєра-Бетіка. Кінцевим пунктом стала Кордова, де виник газовий хаб з можливістю передачі ресурсу до трубопроводів Уельва – Кордова – Мадрид, Уельва – Алькасар-де-Сан-Хуан – Мадрид та Кордова – Бадахос. Також блакитне паливо може передаватись до газопроводів Таріфа-Кордова – Лінарес/Мотріль і Пуенте-Хеніль – Малага – Естепона, що відгалужуються від траси південніше Кордови.
Основна ділянка виконана в діаметрі 1200 мм. Загальна довжина системи Таріфа – Кордова дорівнює 274 кілометра (з урахуванням бічних відгалужень сукупною довжиною кілька десятків кілометрів, які мають менші діаметри).
Через відгалуження до Альгесірасу та Херес отримують живлення ТЕС Сан-Рок, ТЕС Кампо-де-Гібралтар, ТЕС Бая-де-Альгесірас та ТЕС Аркос-де-ла-Фронтера.
В 2011 році ввели в дію трубопровід MEDGAZ, який напряму сполучив газотранспорті системи Алжиру та Іспанії, тоді як Магриб — Європа проходить транзитом через Марокко. На тлі періодичного загострення відносин між Алжиром та Марокко поставки по Магриб — Європа можуть припинятись, тому Таріфа-Кордова отримав здатність працювати у реверсному режимі. В 2022-му через нього навіть почалась подача ресурсу до Марокко.